# كوبو دي لا سولانا
كوبو دي لا سولانا هي بلدية تقع في مقاطعة سوريا، في منطقة قشتالة وليون، في إسبانيا. يبلغ عدد سكانها 182 نسمة وذلك حسب (المعهد الوطني للإحصاء) سنة 2017. تبلغ مساحتها 132,84 كم مربع، وترتفع عن سطح البحر 992 متر.

## تطور السكان
في تعداد عام 2010 بلغ عدد سكان البلدية 210 نسمة، منهم 112 رجلا و98 امرأة. 